# Werner Müller
Ne pas confondre avec Werner Müller (1920-1998), compositeur allemand.
Pour les articles homonymes, voir Müller.
Wilhelm Werner Müller (né le 1er juin 1946 à Essen et mort le 15 juillet 2019 dans la même ville) est un homme d'affaires allemand ayant occupé le poste de ministre fédéral de l'Économie d'Allemagne entre 1998 et 2002.

## Biographie

### Formation
Werner Müller passe son Abitur en 1965 à Meppen puis suit des études supérieures de sciences économiques à l'université de Mannheim ainsi que de philosophie et de linguistique, d'abord à l'université de Duisbourg puis à l'université de Brême. Il y obtient un doctorat de linguistique en 1978.

### Carrière
Après avoir enseigné entre 1970 et 1972 les mathématiques économiques et la statistique à la Fachhochschule Ludwigshafen ainsi qu'a l'université de Mannheim et à l'université de Ratisbonne, Werner Müller entre dans le monde de l'entreprise en 1973, en tant que directeur des études marchés de la société RWE. En 1980, il rejoint une autre compagnie d'électricité, VEBA où il occupe d'abord le poste directeur du département Énergie puis celui de directeur général.
Il intègre en 1992 Veba Kraftwerke Ruhr AG, filiale de VEBA, comme responsable du comité d'achat, vente et transport de l'énergie. Il démissionne en 1997 et devient alors consultant indépendant pour l'industrie.

### Ministre de l'Économie
Le 27 octobre 1998, Werner Müller est nommé ministre fédéral de l'Économie et de la Technologie par le nouveau chancelier social-démocrate allemand Gerhard Schröder. Ce poste devait initialement revenir à Jost Stollmann, qui a renoncé après que certaines compétences ont été transférées au ministère fédéral des Finances. 
À la suite de la démission du ministre des Finances, Oskar Lafontaine, il est choisi le 18 mars 1999 pour assurer son intérim jusqu'à la nomination de son remplaçant, Hans Eichel, le 18 avril.
Il est chargé, au nom du gouvernement de coalition rouge-verte, de négocier avec les compagnies énergétiques le « compromis nucléaire », qui prévoit l'abandon progressif de l'énergie nucléaire. Il a en outre été au centre d'une polémique lorsqu'il a demandé à son secrétaire d'État, Alfred Tacke, d'accorder un agrément ministériel au rachat de la société Ruhrgas par E.ON AG, successeur de VEBA, contre l'avis de l'office fédéral des cartels.
Il quitte le gouvernement le 22 octobre 2002, lorsque Schröder organise la fusion du ministère de l'Économie avec celui du Travail au sein d'un « super ministère » désormais dirigé par Wolfgang Clement.

### Retour dans les affaires
Dès l'année suivante, Werner Müller est porté à la présidence de la société Ruhrkohle AG (RAG), détenue par E.ON AG, suscitant de nombreuses critiques de l'opinion publique mais aucune réaction du gouvernement fédéral. Il cumule ce poste avec celui de président du conseil de surveillance de la Deutsche Bahn à compter de 2005. 
Ayant intégré le directeur du Borussia Dortmund en 2006, il se retire deux ans plus tard de la direction de RAG. Il est remplacé le 25 mars 2010 par Utz-Hellmuth Felcht à la tête de la Deutsche Bahn.